# Thomas S. Gates Jr.
Thomas Sovereign Gates Jr. (10 de abril de 1906 - 25 de marzo de 1983) fue un político y diplomático estadounidense que fue Secretario de Defensa de 1959 a 1961 y Secretario de Marina de 1957 a 1959, ambos bajo la presidencia de Dwight D. Eisenhower. Durante su mandato como Secretario de Defensa, creó un grupo de trabajo para establecer las prioridades de los objetivos nucleares. También autorizó los vuelos de reconocimiento U-2, incluido el vuelo de Francis Gary Powers.